# Draft de la NBA de 1952
El Draft de la NBA de 1952 fue el sexto draft de la National Basketball Association (NBA). El draft se celebró el 26 de abril de 1952 antes del comienzo de la temporada 1952-53. 
En este draft, diez equipos de la NBA seleccionaron a jugadores amateurs del baloncesto universitario. En cada ronda, los equipos seleccionaron en orden inverso al registro de victiorias-derrotas en la temporada anterior, excepto el equipo campeón, Minneapolis Lakers, al que se le asignó la última posición de cada ronda. El draft consistió de diez rondas y 106 jugadores fueron seleccionados.

## Selecciones y notas del draft
Mark Workman, de la Universidad de Virginia Occidental, fue seleccionado en la primera posición por Milwaukee Hawks. Bill Mlkvy, de la Universidad de Temple, fue seleccionado antes del draft como elección territorial de Philadelphia Warriors. Don Meineke, de la Universidad de Dayton, fue escogido por Fort Wayne Pistons en la segunda ronda y se proclamó ganador del primer Rookie del Año de la NBA. La novena elección, Clyde Lovellette de la Universidad de Kansas, fue incluido posteriormente en el Basketball Hall of Fame.
Gene Conley, elegido en la décima ronda, jugó al baloncesto y béisbol. Participó en diez temporadas en la NBA con Boston Celtics y New York Knicks, y en once temporadas en la Major League Baseball (MLB). Además, ganó tres campeonatos de la NBA con los Celtics y una Serie Mundial en 1957 con Atlanta Braves, convirtiéndose en el único deportista en coronarse campeón de la NBA y MLB.

## Leyenda
|  | Denota jugador miembro del Basketball Hall of Fame |
|  | Denota jugador que nunca ha jugado en la NBA       |

## Draft
| Ronda | Pick | Jugador          | Posición | Nacionalidad   | Equipo                 | Universidad         |
| ----- | ---- | ---------------- | -------- | -------------- | ---------------------- | ------------------- |
| T     | –    | Bill Mlkvy       | F        | Estados Unidos | Philadelphia Warriors  | Temple              |
| 1     | 1    | Mark Workman     | F/C      | Estados Unidos | Milwaukee Hawks        | Virginia Occidental |
| 1     | 2    | Jim Baechtold    | G/F      | Estados Unidos | Baltimore Bullets      | Eastern Kentucky    |
| 1     | 3    | Dick Groat       | G        | Estados Unidos | Fort Wayne Pistons     | Duke                |
| 1     | 4    | Joe Dean         | G        | Estados Unidos | Indianapolis Olympians | LSU                 |
| 1     | 5    | Ralph Polson     | F/C      | Estados Unidos | New York Knicks        | Whitworth           |
| 1     | 6    | Bill Stauffer    | F        | Estados Unidos | Boston Celtics         | Missouri            |
| 1     | 7    | Bob Lochmueller  | F        | Estados Unidos | Syracuse Nationals     | Louisville          |
| 1     | 8    | Chuck Darling    | F/C      | Estados Unidos | Rochester Royals       | Iowa                |
| 1     | 9    | Clyde Lovellette | F/C      | Estados Unidos | Minneapolis Lakers     | Kansas              |
| 2     | 10   | Eddie Miller     | F/C      | Estados Unidos | Milwaukee Hawks        | Syracuse            |
| 2     | 12   | Don Meineke      | F/C      | Estados Unidos | Fort Wayne Pistons     | Dayton              |
| 2     | 13   | Walt Davis       | F/C      | Estados Unidos | Philadelphia Warriors  | Texas A&M           |
| 2     | 14   | Bob Zawoluk      | F/C      | Estados Unidos | Indianapolis Olympians | St. John's          |
| 2     | 16   | Jim Iverson      | G        | Estados Unidos | Boston Celtics         | Kansas State        |

## Otras elecciones
La siguiente lista incluye otras elecciones de draft que han aparecido en al menos un partido de la NBA.
| Ronda | Pick | Jugador           | Posición | Nacionalidad   | Equipo                 | Universidad      |
| ----- | ---- | ----------------- | -------- | -------------- | ---------------------- | ---------------- |
| 4     | –    | Herm Hedderick    | G        | Estados Unidos | Boston Celtics         | Canisius         |
| 10    | –    | Gene Conley       | F/C      | Estados Unidos | Boston Celtics         | Washington State |
| –     | –    | Jim Brasco        | G        | Estados Unidos | Syracuse Nationals     | NYU              |
| –     | –    | Tom Brennan       | F        | Estados Unidos | Philadelphia Warriors  | Villanova        |
| –     | –    | Dick Bunt         | G        | Estados Unidos | New York Knicks        | NYU              |
| –     | –    | Bert Cook         | G/F      | Estados Unidos | New York Knicks        | Utah State       |
| –     | –    | Blaine Denning    | G        | Estados Unidos | Baltimore Bullets      | Lawrence Tech    |
| –     | –    | Chuck Grigsby     | G        | Estados Unidos | Baltimore Bullets      | Dayton           |
| –     | –    | Jim Holstein      | G/F      | Estados Unidos | Minneapolis Lakers     | Cincinnati       |
| –     | –    | Ronnie MacGilvray | G        | Estados Unidos | Rochester Royals       | St. John's       |
| –     | –    | Ken McBride       | G/F      | Estados Unidos | Syracuse Nationals     | Maryland State   |
| –     | –    | George McLeod     | F        | Estados Unidos | Milwaukee Hawks        | TCU              |
| –     | –    | Jack McMahon      | G        | Estados Unidos | Rochester Royals       | St. John's       |
| –     | –    | Carl McNulty      | G        | Estados Unidos | Minneapolis Lakers     | Purdue           |
| –     | –    | Bob Peterson      | F        | Estados Unidos | Baltimore Bullets      | Oregon           |
| –     | –    | Bob Priddy        | F        | Estados Unidos | Baltimore Bullets      | New Mexico A&M   |
| –     | –    | Moe Radovich      | G        | Estados Unidos | Philadelphia Warriors  | Wyoming          |
| –     | –    | Gene Rhodes       | G        | Estados Unidos | Indianapolis Olympians | Western Kentucky |
| –     | –    | Dick Surhoff      | F        | Estados Unidos | New York Knicks        | Long Island      |
| –     | –    | Jim Walsh         | F        | Estados Unidos | Baltimore Bullets      | Stanford         |
| –     | –    | Bobby Watson      | G        | Estados Unidos | Milwaukee Hawks        | Kentucky         |
| –     | –    | Skippy Whitaker   | G        | Estados Unidos | Indianapolis Olympians | Kentucky         |